# Селезньов Петро Януарійович
Петро Януарійович Селезньов (28 січня 1897, село Тимашово Бугурусланського повіту Самарської губернії, тепер Самарської області Російська Федерація — 7 березня 1949, місто Краснодар, Російська Федерація) — радянський партійний діяч, 1-й секретар Краснодарського крайкому ВКП(б). Депутат Верховної Ради РРФСР 2-го скликання. Депутат Верховної Ради СРСР 1—2-го скликань (1941—1949). Кандидат у члени ЦК ВКП(б) у 1939—1949 роках.

## Біографія
Народився 16(28) січня 1897 року в родині службовця-приказчикаа. У 1911 році закінчив двохкласну школу в селі Тимашово Бугурусланського повіту Самарської губернії. Трудову діяльність розпочав чорноробом на залізниці.
У червні 1913 — січні 1915 року — конторник млина Карпова у місті Самарі.
Член РСДРП(б) з січня 1915 року.
У січні — квітні 1915 року перебував у самарській в'язниці.
У травні 1915 — серпні 1916 року — рахівник контори комітету (комісії) із постачання армії продовольством «Постачпродарм» у місті Самарі. У вересні 1916 — лютому 1917 року — писар управління військового начальника у місті Вольську Самарської губернії. У березні — червні 1917 року — секретар ради із виборів Вольської ради робітничих і солдатських депутатів Самарської губернії. У липні — листопаді 1917 року — рахівник контори хлібпродарму в Самарі.
У грудні 1917 — травні 1918 року — комісар, секретар і член колегії Купецького банку і Самарського губернського фінансового відділу. У червні — вересні 1918 року — у підпіллі від влади Чеського корпусу в селищі Зубчаніновка Самарської губернії. У жовтні 1918 — квітні 1919 року — заступник завідувача Самарського губернського фінансового відділу.
У травні — серпні 1919 року — інструктор-агітатор комісії ВЦВК РРФСР у Владимирській губернії.
У вересні 1919 — березні 1920 року — інструктор політичного відділу 15-ї армії Західного фронту в Смоленську і Великих Луках.
У квітні — липні 1920 року — заступник завідувача агітаційно-пропагандистського відділу, заступник завідувача організаційного відділу Самарського губернського комітету РКП(б).
У серпні 1920 — квітні 1921 року — секретар і член колегії Самарської губернської надзвичайної комісії (ЧК).
У травні 1921 — липні 1923 року — завідувач інформаційного підвідділу та інструктор обліку досвіду ЦК РКП(б).
У серпні 1923 — квітні 1924 року — студент економічного відділення факультету суспільних наук Московського державного університету. Закінчив один курс.
У квітні — листопаді 1924 року — пропагандист на Бежецькому заводі «Профінтерн» і заступник завідувача агітаційно-пропагандистського відділу Бежецького повітового комітету РКП(б) Брянської губернії.
У листопаді 1924 — жовтні 1926 року — секретар циркулярного комітету організаційно-інструкторського відділу ЦК РКП(б).
У жовтні 1926 — червні 1928 року — завідувач агітаційно-пропагандистського відділу, завідувач організаційного відділу Оренбурзького губернського комітету ВКП(б).
У липні 1928 — вересні 1930 року — заступник завідувача організаційного відділу Середньо-Волзького крайового комітету ВКП(б) у місті Самарі.
У жовтні 1930 — грудні 1931 року — слухач курсів марксизму-ленінізму в Москві.
У січні 1932 — грудні 1934 року — заступник завідувача організаційного відділу та інструктор Московського обласного комітету ВКП(б).
З грудня 1934 року — інструктор відділу керівних партійних органів ЦК ВКП(б). У жовтні 1935 — листопаді 1936 року — завідувач сектору єдиного партійного білета відділу керівних партійних органів ЦК ВКП(б). У листопаді 1936 — березні 1938 року — завідувач сектору загальної інформації та інформархіву відділу керівних партійних органів ЦК ВКП(б). У березні 1938 — січні 1939 року — заступник завідувача відділу керівних партійних органів ЦК ВКП(б).
31 січня 1939 — 7 березня 1949 року — 1-й секретар Краснодарського крайового комітету ВКП(б) та 1-й секретар Краснодарського міського комітету ВКП(б).
Під час німецько-радянської війни з 21 квітня по 19 травня 1942 року був членом Військової ради Головного командування Північно-Кавказького напрямку, а у травні — липні 1942 року — членом Військової ради Північно-Кавказького фронту. З вересня 1942 по 1943 рік — начальник Південного (Краснодарського) Штабу партизанского руху.
У жовтні 1946 — березні 1948 року — член Ради у справах колгоспів при Раді Міністрів СРСР.
Помер після важкої і тривалої хвороби. Похований у Краснодарі на Всесвятському цвинтарі.

## Нагороди
- два ордени Леніна (16.03.1940,)
- орден Вітчизняної війни І ст.
- чотири медалі